# Pont Vojinović
Le pont Vojinović (en albanais : Ura e Vojnoviçit ; en serbe cyrillique : Војиновића мост ; en serbe latin : Vojinovića Most) est situé au Kosovo dans la ville Vushtrri/Vučitrn. Il a été construit à la fin du XIVe siècle ou au début du XVe siècle. Selon la tradition, il doit son nom à la dynastie des Vojinović. En raison de son importance historique, il figure sur la liste des monuments culturels d'importance exceptionnelle de la république de Serbie.
Le pont Vojinović franchit la rivière Sitnica et, au Moyen Âge, il était située sur la route commerciale reliant Dubrovnik et Skopje.

## Histoire
La construction du pont est traditionnellement attribuée à la dynastie des Vojinović, à qui l'on attribue également la tour Vojinović, située à proximité. Cette famille de puissants féodaux connut son apogée dans la première moitié du XIVe siècle et, si l'on en croit la poésie épique, elle était apparentée à l'empereur Dušan. En revanche, si l'on s'en tient aux sources historiques, Vushtrri/Vučitrn ne se retrouva à aucun moment soumise au contrôle de la dynastie, même lors de son apogée, à l'époque de Vojislav Vojinović (vers 1355 - 1363) et de Nikola Altomanović (1366–1373). En revanche, au début du XVe siècle, Vushtrri/Vučitrn accueillit la cour de la maison Branković, liée aux Vojinović ; Ratoslava, la sœur de Branko Mladenović, qui, lui-même était le fils de Vuk Branković, était mariée à Altoman Vojinović, le père de Nikola Altomanović.

## Architecture
Le pont Vojinović est construit dans un appareil combinant des pierres alternativement rouges et grises. Long de plus de 135 m et large de 5 m, il est constitué de neuf arches asymétriques, dont la plus longue est de 13 m. Les changements historiques du cours de la Sitnica ont modifié l'équilibre d'ensemble de la construction.

## État actuel
Malgré son état actuel, le pont Vojinović n'a pas été restauré. Depuis la guerre du Kosovo et l'opération Allied Force en juin 1999 et l'arrivée de la KFOR et de la MINUK au Kosovo, le pont est utilisé pour garer toutes sortes de véhicules (cars, bus, tracteurs etc.).